# Lista dos maiores bancos do Brasil

## Maiores bancos por ativos totais
| Posição | Nome do banco           | Cidade sede    | Ativos totais em R$ (bilhões) | Data dos dados   | País de origem |
| ------- | ----------------------- | -------------- | ----------------------------- | ---------------- | -------------- |
| 1       | Itaú Unibanco           | São Paulo      | 2 854                         | Dezembro de 2024 | Brasil         |
| 2       | Banco do Brasil         | Brasília       | 2 395                         | Dezembro de 2024 | Brasil         |
| 3       | Bradesco                | Osasco         | 2 069                         | Dezembro de 2024 | Brasil         |
| 4       | Caixa Econômica Federal | Brasília       | 2 000                         | Dezembro de 2024 | Brasil         |
| 5       | Santander Brasil        | São Paulo      | 1 238                         | Dezembro de 2024 | Espanha        |
| 6       | BTG Pactual             | Rio de Janeiro | 559,6                         | Dezembro de 2024 | Brasil         |
| 7       | Sicredi                 | Porto Alegre   | 397                           | Dezembro de 2024 | Brasil         |
| 8       | Sicoob                  | Brasília       | 359                           | Dezembro de 2024 | Brasil         |
| 9       | Banco Safra             | São Paulo      | 316,9                         | Dezembro de 2024 | Brasil         |
| 10      | Citibank Brasil         | São Paulo      | 213,4                         | Dezembro de 2024 | Estados Unidos |
| 11      | Banrisul                | Porto Alegre   | 147,9                         | Dezembro de 2024 | Brasil         |
| 12      | Banco Votorantim        | São Paulo      | 141,7                         | Dezembro de 2024 | Brasil         |

### Maiores bancos por patrimônio líquido
Dados do Banco Central do Brasil.
| Posição | Nome do banco           | Cidade sede  | Patrimônio líquido em R$ milhões | Data dos dados   | País de origem |
| ------- | ----------------------- | ------------ | -------------------------------- | ---------------- | -------------- |
| 1       | Itaú Unibanco           | São Paulo    | 221.284                          | Dezembro de 2024 | Brasil         |
| 2       | Banco do Brasil         | Brasília     | 180.878,5                        | Dezembro de 2024 | Brasil         |
| 3       | Bradesco                | Osasco       | 168.400                          | Dezembro de 2024 | Brasil         |
| 4       | Caixa Econômica Federal | Brasília     | 140.200                          | Dezembro de 2024 | Brasil         |
| 5       | Santander Brasil        | São Paulo    | 126.199                          | Dezembro de 2024 | Espanha        |
| 6       | BTG Pactual             | São Paulo    | 57.466                           | Dezembro de 2024 | Brasil         |
| 7       | Sicoob                  | Brasília     | 54.500                           | Dezembro de 2024 | Brasil         |
| 8       | Sicredi                 | Porto Alegre | 42.200                           | Dezembro de 2024 | Brasil         |
| 9       | Banco Safra             | São Paulo    | 21.751                           | Dezembro de 2024 | Brasil         |
| 10      | Banco Votorantim        | São Paulo    | 13.738                           | Dezembro de 2024 | Brasil         |
| 11      | Banrisul                | Porto Alegre | 10.418                           | Dezembro de 2024 | Brasil         |
| 12      | Citibank Brasil         | São Paulo    | 4 359                            | Dezembro de 2024 | Estados Unidos |

### Maiores bancos por lucro
| Posição | Nome do banco           | Cidade sede  | Lucro em R$ (milhões) | Ano dos dados | País de origem |
| ------- | ----------------------- | ------------ | --------------------- | ------------- | -------------- |
| 1       | Itaú Unibanco           | São Paulo    | 41.400                | 2024          | Brasil         |
| 2       | Banco do Brasil         | Brasília     | 37.900                | 2024          | Brasil         |
| 3       | Bradesco                | Osasco       | 17.500                | 2024          | Brasil         |
| 4       | Caixa Econômica Federal | Brasília     | 14.000                | 2024          | Brasil         |
| 5       | Santander Brasil        | São Paulo    | 13.872                | 2024          | Espanha        |
| 6       | BTG Pactual             | São Paulo    | 12.300                | 2024          | Brasil         |
| 7       | Sicoob                  | Brasília     | 8.400                 | 2024          | Brasil         |
| 8       | Sicredi                 | Porto Alegre | 6.670                 | 2024          | Brasil         |
| 9       | Banco Safra             | São Paulo    | 3.420                 | 2024          | Brasil         |
| 10      | Citibank Brasil         | São Paulo    | 2.288                 | 2024          | Estados Unidos |
| 10      | Banco Votorantim        | São Paulo    | 1.722                 | 2024          | Brasil         |
| 11      | Banrisul                | Porto Alegre | 916                   | 2024          | Brasil         |

### Maiores bancos quantidade de clientes[9]
| Posição | Nome do banco           | Cidade sede    | Clientes (em milhões) | Ano dos dados        | País de origem |
| ------- | ----------------------- | -------------- | --------------------- | -------------------- | -------------- |
| 1       | Caixa Econômica Federal | Brasília       | 154,165               | 4º trimestre de 2024 | Brasil         |
| 2       | Bradesco                | Osasco         | 109,110               | 4º trimestre de 2024 | Brasil         |
| 3       | Nubank                  | São Paulo      | 100,770               | 4º trimestre de 2024 | Brasil         |
| 4       | Itaú Unibanco           | São Paulo      | 98,503                | 4º trimestre de 2024 | Brasil         |
| 5       | Banco do Brasil         | Brasília       | 78,075                | 4º trimestre de 2024 | Brasil         |
| 6       | Santander Brasil        | São Paulo      | 68,852                | 4º trimestre de 2024 | Espanha        |
| 7       | PicPay                  | São Paulo      | 60,212                | 4º trimestre de 2024 | Brasil         |
| 9       | Mercado Pago            | São Paulo      | 60,105                | 4º trimestre de 2024 | Brasil         |
| 8       | Banco Inter             | Belo Horizonte | 35,128                | 4º trimestre de 2024 | Brasil         |
| 10      | PagBank                 | São Paulo      | 32,790                | 4º trimestre de 2024 | Brasil         |

## Ver tambem
- Lista dos maiores bancos da América Latina